# Nederlands kampioenschap schaken vrouwen 2015

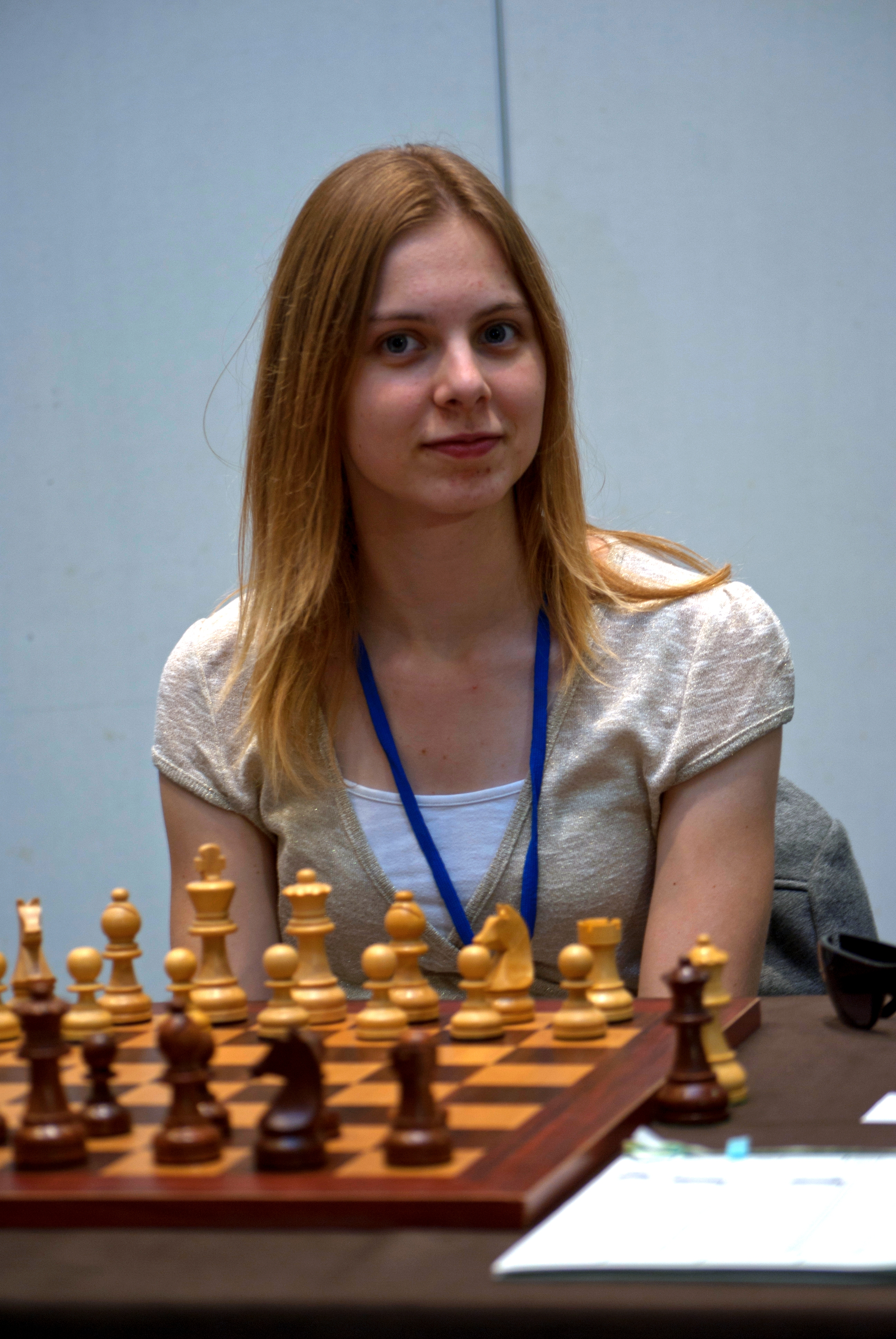
Anne Haast verovert haar 2^{e} Nederlandse titel

Het Nederlands kampioenschap schaken voor vrouwen 2015 werd (samen met het Nederlands kampioenschap algemeen) gespeeld van zondag 5 t/m zondag 12 juli 2015 in het Manor Hotel in Amsterdam in de vorm van een rond toernooi met 8 deelneemsters. Kampioene werd Anne Haast met 5½ punt uit 7 partijen. Ze verloor in de 2e ronde van Tea Lanchava, speelde in de laatste ronde remise tegen Bianca de Jong-Muhren en won haar overige partijen. Op de tweede plaats eindigde Zhaoqin Peng met 5 punten voor Tea Lanchava en Anna-Maja Kazarian (beide 4½ pt.). 

## Eindstand
| Plaats | Deelneemster          | Rating | Score |
| ------ | --------------------- | ------ | ----- |
| 1      | Anne Haast            | 2371   | 5½    |
| 2      | Zhaoqin Peng          | 2374   | 5     |
| 3      | Tea Lanchava          | 2261   | 4½    |
| 4      | Anna-Maja Kazarian    | 2120   | 4½    |
| 5      | Bianca de Jong-Muhren | 2329   | 3     |
| 6      | Iozefina Păuleț       | 2197   | 2     |
| 7      | Lisa Hortensius       | 2170   | 2     |
| 8      | Rosa Ratsma           | 2088   | 1½    |